# 莫顿·J·霍维茨
莫顿·J·霍维茨（1938年—）是一位美国法律史学家，哈佛法学院教授，主要作品有《美国法的变迁，1780–1860》（The Transformation of American Law, 1780–1860，获班克洛夫特獎）等。